# Papagájcsőrű zöldgalamb
A papagájcsőrű zöldgalamb (Treron curvirostra) a madarak osztályának galambalakúak (Columbiformes) rendjébe és a galambfélék (Columbidae) családjába tartozó faj.

## Rendszerezése
A fajt Johann Friedrich Gmelin német természettudós írta le 1789-ben, a Columba nembe Columba curvirostra néven.

## Alfajai
- Treron curvirostra curvirostra (J. F. Gmelin, 1789)
- Treron curvirostra erimacrus Oberholser, 1924
- Treron curvirostra hainanus Hartert & Goodson, 1918
- Treron curvirostra haliplous Oberholser, 1912
- Treron curvirostra hypothapsinus Oberholser, 1912
- Treron curvirostra nasica Schlegel, 1863
- Treron curvirostra nipalensis (Hodgson, 1836)
- Treron curvirostra pegus Oberholser, 1912
- Treron curvirostra smicrus Oberholser, 1912[2]

## Előfordulása
Dél- és Délkelet-Ázsiában, Banglades, Bhután, Brunei, a Fülöp-szigetek, Hongkong, India, Indonézia, Kambodzsa, Kína, Laosz, Malajzia, Mianmar, Nepál,  Szingapúr, Thaiföld és Vietnám területén honos.
Természetes élőhelyei a szubtrópusi vagy trópusi síkvidéki esőerdők és mangroveerdők, valamint másodlagos erdők. Vonuló faj.

## Megjelenése, felépítése
Testhossza legfeljebb 31 centiméter, testtömege 112-186 gramm.
A többi zöldgalambhoz hasonlóan domináns színe a zöld (híres zöld színük az általuk fogyasztott étel pigmentjeiből származik). Ilyen csőrének egy része, hasának nagy része és combjainak egy része is. Különösen feltűnő élénk szemgyűrűje. Szárnyait sárga sávok díszítik, a háta alapvetően gesztenyebarna.

## Természetvédelmi helyzete
Elterjedési területe rendkívül nagy. Ezért bár egyedszáma csökken, de még nem kritikus. A Természetvédelmi Világszövetség Vörös listáján nem fenyegetett fajként szerepel.